# Pēteris
Pēteris ist ein männlicher Vorname.

## Herkunft und Bedeutung
Er ist die lettische Variante des Namens Peter.

## Bekannte Namensträger
- Pēteris Juraševskis (1872–1945), lettischer Politiker und Ministerpräsident
- Pēteris Rozenbergs (1871–1919), lettischer lutherischer Pfarrer
- Pēteris Skudra (* 1973), lettischer Eishockeytorwart
- Pēteris Slavens (1874–1919), lettischer Offizier
- Pēteris Struppe (1889–1937), lettisch-russischer Revolutionär
- Pēteris Stučka (1865–1932), lettischer Advokat und Politiker
- Pēteris Ugrjumovs (* 1961), ehemaliger Radrennfahrer
- Pēteris Vasks (* 1946), lettischer Komponist